# Chester (Teksas)
Chester je gradić u američkoj saveznoj državi Teksas. Prema popisu stanovništva iz 2010. u njemu je živjelo 312 stanovnika.